# Рачки (Житомирський район)
Ра́чки — село в Україні, розташоване в Чуднівській територіальній громаді, Житомирського району, Житомирської області. Населення становить 414 осіб. Орган місцевого самоврядування — Чуднівська міська рада.

## Географія
Селом протікає струмок Гнилоп'ять, права притока П'ятка.

## Історія
У 1906 році село Озадівської волості Житомирського повіту Волинської губернії. Відстань від повітового міста 44 версти, від волості 10. Дворів 131, мешканців 979.
29 червня 1960 року рішенням ЖОВК № 683 «Про об'єднання деяких населених пунктів в районах області» в зв'язку із зселенням хуторів і фактичним злиттям окремих поселень об'єднано село Пилипки з селом Рачки Рачківської сільської ради.

## Населення
Чисельність наявного населення села станом на 01.01.2021 року становить 414 осіб.